# 도요사키정 (나가사키현)
도요사키정(豊崎町)은 나가사키현 가미아가타군에 설치되었던 정이다. 현재의 쓰시마시에 해당한다.